# Narita Sinkanszen
A Narita Sinkansen (japán nyelven: 成田新幹線) egy tervezett nagysebességű Sinkanszen-vonal volt, amelyet a Narita nemzetközi repülőtér és a Tokió pályaudvar összekötésére javasoltak. A projektet 1987-ben elvetették, bár a tervezett útvonal egyes részeit a Keiszei Narita Repülőtér Vonal (Narita Sky Access) használja.

## Története
A Narita Sinkanszen tervezése 1966-ban kezdődött, az építési engedélyt 1972-ben adták meg, és a befejezést eredetileg 1976-ra, a repülőtér megnyitására tervezték. 1974-ben kezdődött az építkezés, de jelentősen akadályozták a helyi lakosok, akik tiltakoztak a földjeik kisajátítása ellen egy olyan projekthez, amely nem hozott volna számukra hasznot. (Hasonló problémák sújtották magát a Narita repülőteret is.) Az építkezést 1983-ban befagyasztották, és az építési jogokat biztosító alaptervet 1987-ben egy külön törvénnyel törölték - ez volt az egyetlen sinkanszen vonal, amely valaha erre a sorsra jutott.
Az ellenállás miatt a projekt leállítása előtt csak egy 9 km hosszú pályaszakasz és a reptéri állomás burkolata készült el. Amíg a Sinkanszen-összeköttetés leállt, a Keiszei Electric Railway magánvállalat rendes vasúti összeköttetést épített a repülőtérre. A Keiszei járatainak azonban a repülőtér területén kívül kellett végződniük, és az utasokat busszal kellett átszállítaniuk, mivel a repülőtéren belüli állomás és az azt összekötő pálya az akkori állami üzemeltető, a Japán Nemzeti Vasutak tulajdonában volt.
Az úttörő vasúti üzleti törvény 1986-os elfogadása után a Keiszei megszerezte a jogot, hogy "harmadik típusú" (第3種) vasúttársaságként működjön, amely a JR-től bérli a vágányokat, és 1991-től kezdve mind a Keisei, mind a JR közvetlen repülőtéri járatokat üzemeltetett a Sinkanszen számára épített terminálhoz. A reptéri állomást összekötő áteresz szintén a Sinkanszen használatára lett tervezve.

## Útvonal

A tervezett útvonal térképe

A vonal a Tokió központjában található Tokió és Júrakucsó állomásoktól nagyjából egyenlő távolságra lévő földalatti peronokról indult volna. Onnan a föld alatt a Kótó kerületben lévő Eccsúdzsima városrészig, majd a föld felett a Tózai vonal útvonalát követve az Ara folyón át Funabasiba vezetett volna. Funabasiban a vonal ismét a föld alatt futott volna, Siroi városában bukkant volna fel, majd egy sima kanyart követett volna Csiba New Townon és Narita központján keresztül, végül pedig ismét a föld alatt futott volna, hogy a Narita repülőtér utasforgalmi terminálja alatt érjen véget. Eredetileg a Tokió-Narita vonatok nem álltak volna meg: A JNR később egy további állomással bővítette a tervezett vonalat, hogy Csiba New Townt kiszolgálja.
A vonalon közlekedő vonatok számára a Tokiótól mintegy 51 km-re lévő helyre terveztek egy depót, beleértve egy egyvágányú összeköttetést a JR Narita vonallal Simósza-Manzaki állomáson.
Ennek az útvonalnak a nagy részét ingázó vonalak használják. A tokiói állomásnak a sinkanszen peronok számára kijelölt területét és az Eccsúdzsima felé vezető alagutat ma a JR Keijó vonal használja. A Csiba prefektúra a föld feletti útvonal nagy részét már korábban is vasúti használatra jelölte ki. A Hokuszó vasútvonal használja ennek az útjognak egy szakaszát Komuro és Csiba New Town között, egy másik szakaszát pedig Csiba New Town és a repülőtér között a Keiszei Narita Repülőtér Vonal részeként.

## Jövő
Bár a Narita Sinkanszen újjáélesztését rendszeresen javasolták, az alapterv törlése, a politikai akarat hiánya és a Keiszei Narita Airport Line megépítése a pótlására mind együttesen valószínűtlenné teszik ezt. A Keiszei Narita Repülőtér Vonal normál nyomtávú (mint a Sinkanszen), így elméletileg nyitva maradt a lehetőség az esetleges átalakításra. A gyorsvasút tervezési sebessége azonban csak 160 km/h, és - legalábbis kezdetben - a Keiszei Ueno állomáson fog végződni, nem pedig a Sinkanszen központibb csomópontján, a tokiói állomáson. Továbbá a Sky Access 1500 V egyenfeszültséggel van villamosítva, míg a Sinkanszen szabványa 25 kV váltakozó feszültségű.

## Műszaki részletek
A legalább 200 km/h tervezési sebességgel rendelkező Narita Sinkanszen úgy lett tervezve, hogy 35 perc alatt tegye meg a 65 kilométeres távolságot, beleértve a Csiba New Town-i megállót is. A Narita Expressz 53 perc alatt teszi meg ugyanezt az utat (megállás nélkül, de más vágányokon, Csibán keresztül tesz egy kitérőt), míg a közvetlenebb Keiszei Narita Repülőtér Vonal 36 perc alatt köti össze Naritát Nipporival.